# E-Prix de Ciudad de México de 2020
El e-Prix de Ciudad de México de 2020 (oficialmente, el CBMM Niobium FIA Formula E Mexico City e-Prix 2020) fue una carrera de monoplazas eléctricos del campeonato de la FIA de Fórmula E, que transcurrió el 15 de febrero de 2020 en el Autódromo Hermanos Rodríguez en la Ciudad de México, México.
El ganador fue el piloto neozelandés Mitch Evans, del equipo Panasonic Jaguar Racing, que consiguió su segundo triunfo en la categoría. El segundo puesto fue ocupado por el portugués António Félix da Costa y el tercer puesto, por el suizo Sébastien Buemi.

## Resultados

### Clasificación
| Pos. | N.º | Piloto                 | Escudería                        | GS         | SP       | Parrilla |
| ---- | --- | ---------------------- | -------------------------------- | ---------- | -------- | -------- |
| 1    | 36  | André Lotterer         | TAG Heuer Porsche Formula E Team | 1:08.346   | 1:07.922 | 1        |
| 2    | 20  | Mitch Evans            | Panasonic Jaguar Racing          | 1:08.174   | 1:07.985 | 2        |
| 3    | 94  | Pascal Wehrlein        | Mahindra Racing                  | 1:08.362   | 1:08.200 | 24*      |
| 4    | 17  | Nyck de Vries          | Mercedes-Benz EQ Formula E Team  | 1:08.294   | 1:08.214 | 3        |
| 5    | 23  | Sébastien Buemi        | Nissan e.dams                    | 1:08.363   | 1:08.364 | 4        |
| 6    | 2   | Sam Bird               | Envision Virgin Racing           | 1:08.394   | 1:08.444 | 5        |
| 7    | 4   | Robin Frijns           | Envision Virgin Racing           | 1:08.435   |          | 6        |
| 8    | 7   | Nico Müller            | GEOX Dragon                      | 1:08.479   |          | 7        |
| 9    | 25  | Jean-Éric Vergne       | DS Techeetah                     | 1:08.496   |          | 8        |
| 10   | 13  | António Félix da Costa | DS Techeetah                     | 1:08.540   |          | 9        |
| 11   | 5   | Stoffel Vandoorne      | Mercedes-Benz EQ Formula E Team  | 1:08.636   |          | 10       |
| 12   | 48  | Edoardo Mortara        | ROKiT Venturi Racing             | 1:08.661   |          | 11       |
| 13   | 22  | Oliver Rowland         | Nissan e.dams                    | 1:08.726   |          | 12       |
| 14   | 64  | Jérôme d'Ambrosio      | Mahindra Racing                  | 1:08.788   |          | 23*      |
| 15   | 6   | Brendon Hartley        | GEOX Dragon                      | 1:08.878   |          | 13       |
| 16   | 18  | Neel Jani              | TAG Heuer Porsche Formula E Team | 1:08.880   |          | 14       |
| 17   | 11  | Lucas di Grassi        | Audi Sport ABT Schaeffler        | 1:08.998   |          | 15       |
| 18   | 28  | Maximilian Günther     | BMW i Andretti Motorsport        | 1:09.098   |          | 16       |
| 19   | 51  | James Calado           | Panasonic Jaguar Racing          | 1:09.331   |          | 17       |
| 20   | 27  | Alexander Sims         | BMW i Andretti Motorsport        | 1:09.376   |          | 18       |
| 21   | 19  | Felipe Massa           | ROKiT Venturi Racing             | 1:09.450   |          | 19       |
| 22   | 33  | Ma Qinghua             | NIO 333 FE Team                  | 1:10.176   |          | 20       |
| NC   | 3   | Oliver Turvey          | NIO 333 FE Team                  | 2:10.061   |          | 21*      |
| NC   | 66  | Daniel Abt             | Audi Sport ABT Schaeffler        | Sin tiempo |          | 22*      |

Fuente: Fórmula E.

### Carrera
| Pos. | N.º | Piloto                 | Escudería                        | Vueltas | Tiempo/Retirado    | Parrilla | Puntos |
| ---- | --- | ---------------------- | -------------------------------- | ------- | ------------------ | -------- | ------ |
| 1    | 20  | Mitch Evans            | Panasonic Jaguar Racing          | 36      | 46:42.093          | 2        | 25+1   |
| 2    | 13  | António Félix da Costa | DS Techeetah                     | 36      | +4.271             | 9        | 18     |
| 3    | 23  | Sébastien Buemi        | Nissan e.dams                    | 36      | +6.181             | 4        | 15     |
| 4    | 25  | Jean-Éric Vergne       | DS Techeetah                     | 36      | +14.331            | 8        | 12     |
| 5    | 27  | Alexander Sims         | BMW i Andretti Motorsport        | 36      | +19.244            | 18       | 10+1   |
| 6    | 11  | Lucas Di Grassi        | Audi Sport ABT Schaeffler        | 36      | +28.346            | 15       | 8      |
| 7    | 22  | Oliver Rowland         | Nissan e.dams                    | 36      | +29.750            | 12       | 6      |
| 8    | 48  | Edoardo Mortara        | ROKiT Venturi Racing             | 36      | +30.204            | 11       | 4      |
| 9    | 94  | Pascal Wehrlein        | Mahindra Racing                  | 36      | +31.132            | 24       | 2      |
| 10   | 64  | Jérôme d'Ambrosio      | Mahindra Racing                  | 36      | +32.818            | 23       | 1      |
| 11   | 28  | Maximilian Günther     | BMW i Andretti Motorsport        | 36      | +35.512            | 16       |        |
| 12   | 6   | Brendon Hartley        | GEOX Dragon                      | 36      | +36.399            | 13       |        |
| 13   | 3   | Oliver Turvey          | NIO 333 FE Team                  | 36      | +50.888            | 21       |        |
| 14   | 18  | Neel Jani              | TAG Heuer Porsche Formula E Team | 36      | +1:04.891          | 14       |        |
| NC   | 5   | Stoffel Vandoorne      | Mercedes-Benz EQ Formula E Team  | 35      | +1 vuelta          | 10       |        |
| Ret  | 2   | Sam Bird               | Envision Virgin Racing           | 31      | Accidente          | 5        |        |
| Ret  | 66  | Daniel Abt             | Audi Sport ABT Schaeffler        | 30      | Retirado           | 22       |        |
| Ret  | 33  | Ma Qing Hua            | NIO 333 FE Team                  | 25      | Accidente          | 20       |        |
| Ret  | 17  | Nyck de Vries          | Mercedes-Benz EQ Formula E Team  | 18      | Frenos             | 3        |        |
| Ret  | 36  | André Lotterer         | TAG Heuer Porsche Formula E Team | 11      | Daño por accidente | 1        | 3      |
| Ret  | 19  | Felipe Massa           | ROKiT Venturi Racing             | 6       | Accidente          | 19       |        |
| Ret  | 7   | Nico Müller            | GEOX Dragon                      | 2       | Accidente          | 7        |        |
| DSQ  | 51  | James Calado           | Panasonic Jaguar Racing          | 36      | Descalificado      | 17       |        |
| DSQ  | 4   | Robin Frijns           | Envision Virgin Racing           | 36      | Descalificado      | 6        |        |

Fuente: Fórmula E.

## Clasificaciones tras la carrera
| Pos. | Piloto                 | Puntos |
| ---- | ---------------------- | ------ |
| 1    | Mitch Evans            | 47     |
| 2    | Alexander Sims         | 46     |
| 3    | António Félix da Costa | 39     |
| 4    | Stoffel Vandoorne      | 38     |
| 5    | Lucas Di Grassi        | 32     |

| Pos. | Escudería                       | Puntos |
| ---- | ------------------------------- | ------ |
| 1    | BMW i Andretti Motorsport       | 71     |
| 2    | Panasonic Jaguar Racing         | 57     |
| 3    | Mercedes-Benz EQ Formula E Team | 56     |
| 4    | DS Techeetah                    | 55     |
| 5    | Nissan e.dams                   | 43     |